# Jessica Paulina Morataya
Jessica Paulina Morataya (14 de mayo de 1980) es una deportista guatemalteca que compitió en taekwondo. Ganó dos medallas de plata en el Campeonato Panamericano de Taekwondo en los años 2000 y 2002.

## Palmarés internacional
| Campeonato Panamericano | Campeonato Panamericano | Campeonato Panamericano | Campeonato Panamericano |
| Año                     | Lugar                   | Medalla                 | Categoría               |
| ----------------------- | ----------------------- | ----------------------- | ----------------------- |
| 2000                    | Oranjestad (Aruba)      | Medalla de plata        | –55 kg                  |
| 2002                    | Quito (Ecuador)         | Medalla de plata        | –55 kg                  |